# Marta Pérez
Pour les articles homonymes, voir Pérez.
Marta Pérez (née le 19 avril 1993) est une athlète espagnole, spécialiste du 1 500 mètres.  

## Biographie
Éliminée dès les séries lors des championnats du monde 2017 et des championnats du monde en salle 2018, elle remporte cette même année la médaille de bronze aux Jeux méditerranéens.
En 2019, à Glasgow, elle se classe 8e du 1 500 m lors des championnats d'Europe en salle. Elle s'incline dès les séries des championnats du monde de Doha.
Début 2021, elle termine au pied du podium des championnats d'Europe en salle se déroulant à Toruń, en Pologne, et se classe plus tard dans la saison troisième des championnats d'Europe par équipes. Lors des Jeux olympiques d'été de 2020, à Tokyo, elle améliore son record personnel en demi-finale (4 min 1 s 69) et se qualifie pour la finale.
En 2024 elle atteint les demi-finales du 1 500 m des Jeux olympiques. En 3 min 57 s 75 elle bat le record d'Espagne que détenait Natalia Rodríguez depuis 2005.

## Palmarès
| Date | Compétition                               | Lieu     | Résultat | Épreuve | Performance   |
| ---- | ----------------------------------------- | -------- | -------- | ------- | ------------- |
| 2021 | Championnats d'Europe en salle            | Toruń    | 4e       | 1 500 m | 4 min 20 s 39 |
| 2021 | Jeux olympiques                           | Tokyo    | 9e       | 1 500 m | 4 min 00 s 12 |
| 2022 | Championnats du monde                     | Eugene   | 11e      | 1 500 m | 4 min 04 s 25 |
| 2023 | Championnats d'Europe en salle            | Istanbul | 7e       | 3 000 m | 8 min 49 s 19 |
| 2023 | Championnats du monde de course sur route | Riga     | 6e       | Mile    | 4 min 34 s 12 |
| 2024 | Championnats d'Europe                     | Rome     | 6e       | 1 500 m | 4 min 06 s 32 |

## Records
| Épreuve | Temps              | Lieu      | Date             |
| ------- | ------------------ | --------- | ---------------- |
| 1 500 m | 3 min 57 s 75 (NR) | Paris     | 8 août 2024      |
| Mile    | 4 min 21 s 58      | Bruxelles | 3 septembre 2021 |